# Conrad-Gletscher
Der Conrad-Gletscher (Conrad Glacier) liegt in der Region der Goat Rocks im US-Bundesstaat Washington an der Nordseite des 8.184 ft (2.494 m) hohen Gilbert Peak. Der Gletscher fließt nach Nordnordost aus einer Höhe von 7.500 ft (2.286 m) herab und endet auf blankem Fels und einer Geröllhalde. Ein Eisstausee auf 6.416 ft (1.956 m) befindet sich dort, wo der Gletscher einst endete. Zwischen 1970 und 2004 verlor der Conrad-Gletscher an einigen Stellen mehr als 29 ft (9 m) an Dicke und spaltete sich in mehrere separate Eiskörper auf.